# Алексий (Шпаков)
Митрополит Алекси́й (укр. архієпископ Олексій; в миру Алексей Алексеевич Шпаков, укр. Олексій Олексійович Шпаков; 25 января 1975, Львов) — иерарх Украинской православной церкви (Московского патриархата), митрополит Вознесенский и Первомайский.

## Биография
В 1990 году окончил девять классов средней школы № 1 в посёлке Михайловка Запорожской области, после чего поступил в Михайловское высшее профессиональное техническое училище № 52.
В 1993 году был призван на срочную службу в ряды вооруженных сил. Был уволен в запас в 1995 году.
С 1995 по 2000 год нёс послушание при храме Покрова Пресвятой Богородицы пгт. Михайловка Запорожской области.
В 2000—2004 годы обучался в Киевской духовной семинарии.
В 2004 году зачислен на заочное отделение в Черновицкий педагогический богословский институт, который окончил в 2006 году.
16 марта 2008 года епископом Бердянским и Приморским Елисеем (Ивановым) был рукоположён в сан диакона.
17 марта того же года назначен пресс-секретарём Бердянской епархии.
30 марта того же года архиепископом Ровенским и Острожским Варфоломеем (Ващуком) был рукоположён в сан пресвитера.
5 апреля того же года назначен клириком храма Рождества Христова города Бердянска, а 12 апреля — клириком храма Бердянских новомучеников в Бердянске.
4 мая того же года был назначен секретарём Бердянской епархии с сохранением должности её пресс-секретаря. 20 мая того же года назначен председателем ревизионной комиссии Бердянской епархии, а 8 июля того же года — председателем церковного суда Бердянской епархии.
10 ноября 2008 года назначен клириком в Свято-Троицкого храма в Бердянске.
В том же году поступил на заочное отделение Киевской духовной академии.
21 декабря 2008 года в Благовещенском храме Дальних пещер Киево-Печерской лавры ректором Киевской духовной академии архиепископом Бориспольским Антонием (Паканичем) пострижен в монашество с именем Алексий в честь святителя Алексия, митрополита Московского.
22 января 2009 года епископом Бердянским и Приморским Елисеем (Ивановым) был возведён в сан игумена.
С 2009 года в Киевской духовной академии исполнял послушание помощника эконома и дежурного помощника проректора по воспитательной работе.
Будучи клириком Бердянской епархии, нёс различные послушания: пресс-секретаря епархии, председателя епархиального суда, председателя ревизионной комиссии и секретаря епархии.
25 августа 2012 года решением Священного Синода Украинской Православной Церкви избран епископом Вознесенским и Первомайским. Вскоре возведён в сан архимандрита.
27 августа 2012 года в храме Всех святых столичного Свято-Пантелеимоновского женского монастыря в Феофании Митрополит Киевский и всея Украины Владимир возглавил наречение архимандрита Алексия во епископа Вознесенского и Первомайского.
4 сентября 2012 года в соборном храме Пантелеймоновского женского монастыря в Феофании в Киеве хиротонисан во епископа Вознесенского и Первомайского. Хиротонию совершили: митрополит Киевский и всея Украины Владимир (Сабодан), митрополит Вышгородский и Чернобыльский Павел (Лебедь), митрополит Николаевский и Очаковский Питирим (Старинский), архиепископ Бориспольский Антоний (Паканич), архиепископ Переяслав-Хмельницкий и Вишневский Александр (Драбинко), архиепископ Яготинский Серафим (Демьянов), архиепископ Городницкий Александр (Нестерчук), епископ Васильковский Пантелеимон (Поворознюк), епископ Ирпенский Климент (Вечеря), епископ Бердянский и Приморский Ефрем (Яринко), епископ Бородянский Варсонофий (Столяр) и епископ Фастовский Дамиан (Давыдов).
10 июня 2015 года в Киевской духовной академии защитил кандидатскую диссертацию «История Киевской епархии в контексте церковно-государственных взаимоотношений (1944—1990)». Научным руководителем диссертации правящего архиерея был кандидат исторических наук Игорь Хроненко.
17 августа 2019 года митрополитом Киевским и всея Украины Онуфрием (Березовским) возведён в сан архиепископа.
17 августа 2022 года за Литургией на соборной площади Киево-Печерской лавры Блаженнейшим митрополитом Онуфрием возведен в сан митрополита.

## Награды
- орден св. Нестора Летописца II степени (15 июня 2010, награда Украинской Православной Церкви)[7]
- наперсный крест с украшениями (13 марта 2011)